# Groß Hehlen
Groß Hehlen ist ein im Norden der Stadt Celle liegender Ortsteil in Niedersachsen. Der Anschluss an die Stadt erfolgt über die Kreisstraße 27 sowie über die von Bergen kommende Bundesstraße 3. Mit dem noch weiter nördlich liegenden Nachbarort Scheuen ist das Dorf über die Landesstraße 240 verbunden.

## Geschichte
Groß Hehlen wurde urkundlich 1235 und 1248 Helende genannt. Der Edele Hermann von Meinersen verkaufte zwischen 1233 und 1235, seinen Eigenbesitz in Helende, die Hälfte des Kirchenpatronats, zu der 1 Hof und 3 Koten (case) gehören (und dazu gehört noch 1 Hof in Boye und 1 Hof in Garßen), und bei der Kirche 3 Höfe und 3 Koten, an Herzogin Agnes, 2. Ehefrau und Witwe des Pfalzgrafen Heinrich von Sachsen, die diese dem von ihr gestifteten Kloster Wienhausen schenkt.
Am 1. Januar 1973 wurde Groß Hehlen in die Kreisstadt Celle eingegliedert.

## Politik
Ortsrat
Groß Hehlen hat einen gemeinsamen Ortsrat mit den Ortsteilen Scheuen und Hustedt, der sich aus neun Mitgliedern zusammensetzt.

Bei der Kommunalwahl 2021 ergab sich folgende Sitzverteilung:
| Ortsrat 2021Insgesamt 9 Sitze - SPD: 3 - Grüne: 1 - Unab.: 1 - CDU: 4 |

### Ortsbürgermeister
Ortsbürgermeister ist Patrick Brammer (SPD), stellvertretende Ortsbürgermeister sind Hans-Heinrich Kohrs (Unabhängige) und Janne Schmidt (Bündnis 90/Die Grünen).

## Religion

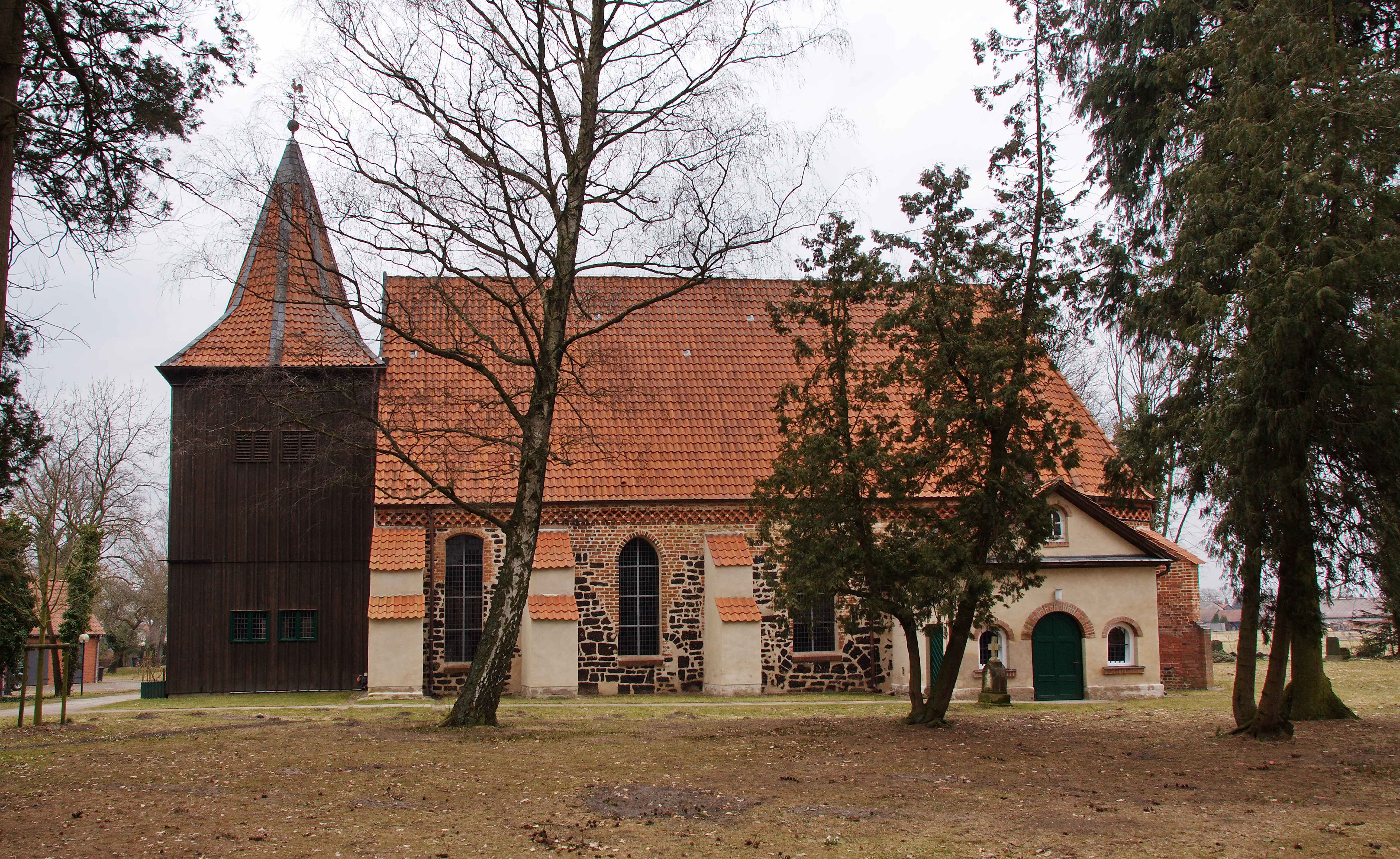
St.-Cyriacus-Kirche

In einer ältesten Urkunde soll die St. Cyriacus-Kirche bereits 1235 erwähnt sein. Der frühere Glockenturm stürzte 1634 ein und wurde 1703 neu gebaut. Das Kirchenschiff erweiterte man im Jahr 1640 und von 1963 bis 1964 wurde die Kirche grundlegend erneuert.  Bei Renovierungsarbeiten innerhalb der Kirche wurden wertvolle, vermutlich aus dem  15. Jahrhundert stammende Wandmalereien entdeckt.
Die Kirchengemeinde Groß Hehlen, zu der auch umliegende Dörfer gehören, ist Teil des Kirchenkreises Celle.